# アクパトク島
アクパトク島（Akpatok Island）はカナダ北東部、ラブラドル半島北端にあるアンガヴァ湾に浮かぶ島。湾内では一番大きな島で、湾の海岸部はケベック州に属するが、この島はヌナブト準州に属する。位置は北緯60度25分、西経68度08分。島の名はハシブトウミガラスを意味する「アクパット（Akpat）」から来ている。
ハシブトウミガラスは島を取り囲む石灰岩の断崖に住んでいる。島全体が石灰岩でできており、海面から150mから250mの高さの崖がそそり立ち、島全体を囲んでいる。断崖はいたるところで深い渓谷に切り刻まれており、人はそこから島の上の平らな高原に登ることができる。島は、長い辺は45km、幅は23km。面積は903km2。島の南端には、ドーセット文化の居住地跡が発見されている。